# Wolpertsau
Wolpertsau ist als Einöde ein Ortsteil des Marktes Rennertshofen im Landkreis Neuburg-Schrobenhausen im Regierungsbezirk Oberbayern. Es gehört mit den Einöden Feldmühle und Giglberg und dem Kirchdorf Ellenbrunn zur Gemarkung Hütting.

## Lage
Die Einöde liegt etwa einen Kilometer von Hütting entfernt südöstlich auf der Jurahöhe etwa 60 Meter über dem Grund des Wellheimer Trockentales inmitten eines ausgedehnten Waldgebietes. Zu erreichen ist sie von Hütting aus auf einer vom Waldauweg abzweigenden Ortsverbindungsstraße.

## Ortsnamendeutung
„Wolpertsau“ soll auf den Namen der Eichstätter Diözesanheiligen Walburga zurückgehen. Die Einöde gehörte zur Pfarrei Hütting; diese war 1392 an das Benediktinerinnenkloster Bergen im Bistum Eichstätt verliehen worden.

## Geschichte

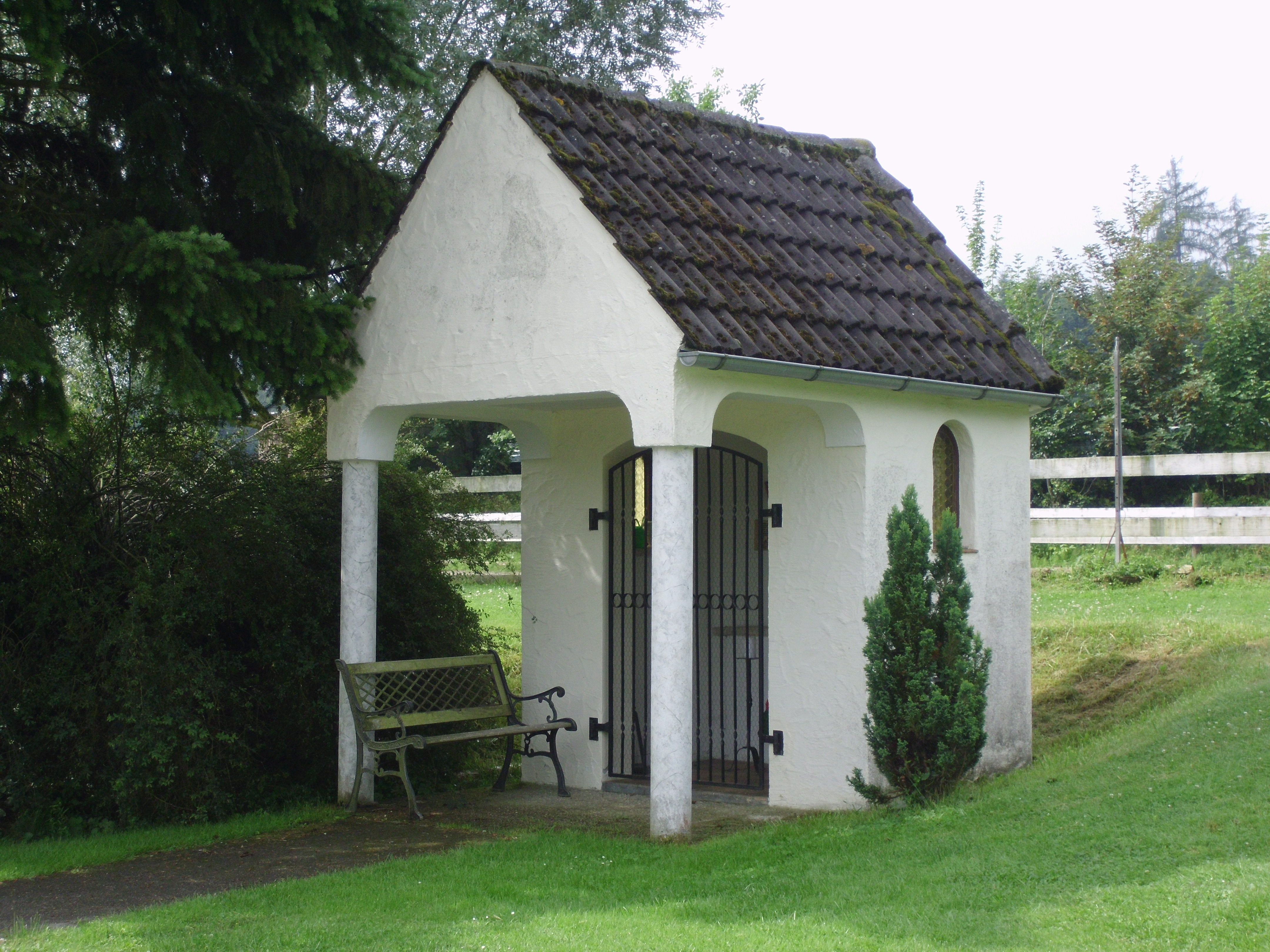
Hofkapelle

Das heutige Wolpertsau bestand mit Mittelalter aus acht Lehen. Vermutlich gehörte die aus einem Anwesen bestehende Einöde mit den Einöden Feldmühle und Giglberg sowie dem Dorf Hütting zur wohl im 10./11. Jahrhundert erbauten, 1421 niedergebrannten Burg Hütting, alter Besitz der Grafen von Lechsgemünd-Graisbach; alle vier Örtlichkeiten wurden 1342 mit dem Aussterben der Grafen hochgerichtlich in das bayerisch-herzogliche Landvogtamt Neuburg eingegliedert, während die Niedergerichtsbarkeit das Landgericht Neuburg an der Donau wahrnahm. In pfalz-neuburgischer Zeit erwarb 1524 die Stadt Neuburg von dem Wolpertsauer Bauern Sixt Rechner für ihr Heilig Geist-Spital einen Halbhof mitsamt einem 240 „Jauchert“ (Tagwerk) großen Wald bei Wolpertsau, mit dem bis ins 20. Jahrhundert das Spital in erheblichem Maße mitfinanziert wurde.
Nach dem Ende des Alten Reiches wurde Hütting und damit auch Wolpertsau 1806 königlich-bayerisch. 1808 gehörte die Einöde mit dem Pfarrdorf Hütting, dem Kirchdorf Ellenbrunn und den Einöden Feldmühle und Giglberg zum Steuerdistrikt Hütting im Landgericht Neuburg an der Donau und bei der Gemeindebildung 1818 in gleicher Zusammensetzung zur Gemeinde Hütting, die bis zur Gebietsreform in Bayern 1972 selbständige Gemeinde im schwäbischen Landkreis Neuburg an der Donau blieb, dann in den nunmehr oberbayerischen Landkreis Neuburg an der Donau kam (ab 1973 Landkreis Neuburg-Schrobenhausen). Am 1. Mai 1978 wurde Hütting und damit auch Wolpertsau in den Markt Rennertshofen eingemeindet.
1858 erwarb Anton Löffler die Einöde. 1864 standen hier zwei Höfe, die von 18 Personen bewohnt wurden. 1875 wird die Wolpertsau als Einöde mit fünf Gebäuden und 16 Einwohnern beschrieben, die zur Pfarrei und Schule Hütting und Post Rennertshofen gehört. 1910 wohnten in der Wolpertsau neun Personen.
Die heutigen zwei Wohngebäude der Einöde, zu der eine landwirtschaftliche Fläche von 19 Hektar gehört, wurden von der Besitzerfamilie Löffler nach 1945 errichtet. Nach Aufgabe der Milchwirtschaft im Jahr 1991 nahm die Familie Löffler eine Pferdepension in Betrieb. Es existiert eine Hofkapelle. Ein kleiner Bewirtungsbetrieb heißt „Zum Saustall“.